# セバスチャン (ミュージシャン)
セバスチャン（SebastiAn、1981年2月3日 - ）は、エド・バンガー・レコード所属のフランス出身エレクトロニック・ミュージシャン、DJ。シャルロット・ゲンズブール、ダフト・パンク、ビースティ・ボーイズ、ブロック・パーティ、ネロなどのバンドやアーティストのリミキサーも担当している。シャルロット・ゲンズブール、フランク・オーシャン、カトリーヌ、カヴィンスキー、ノエル・アクショテ、アフィ、ウッドキッドなどのアーティストの楽曲プロデュースなども手掛け、『Notre Jour Viendra』、『Steak』（役者としても出演）といった映画の音楽も作曲。数々の楽曲が、テレビやテレビゲームに起用されている。

## 生い立ち
セルビア系フランス人のセバスチャンはパリで生まれ、パリとベオグラードでシングルマザーに育てられた。ギタリストのノエル・アクショテの弟である。子供の頃、兄からジャズと実験音楽の影響を受けた。DJプレミアなどのアーティストからヒップホップの影響も受けている。セバスチャンは15歳の時に音楽制作を始めた。

## 来歴
2005年、ヒップホップ・バンドで活動をしていたセバスチャンはバンド・メンバーから、新聞紙に載っていたエド・バンガー・レコードの電話番号を知る。電話でレーベルオーナーのペドロ・ウィンターに売り込み、契約をし、その年には『H.A.L.』と『Smoking Kills』という2枚のEPをリリース。同年、セバスチャンはアニー (歌手)、ベンジャミン・シーヴス、ダフト・パンクのリミックスを手掛けた。セバスチャンによる「Human After All」のリミックスは、ダフト・パンクが思う自作のリミックスで歴代一位の出来だと言われている。
2006年夏、エド・バンガー・レコードからEP『Ross Ross Ross』をリリース。この年、セバスチャンは過去最多のリミックスも手掛けた。
2007年には、同じレーベルに所属するミスター・オワゾことカンタン・デュピュー監督の映画『Steak』のサウンドトラックを、セバスチャン・テリエ、ミスター・オワゾと共に作曲。同年、数々のリミックスを手掛け、自身のEP『Walkman 2』リリースの他、ダフト・パンクの『ALIVE 2007』ツアーでカヴィンスキーと共にDJとしてのオープナーを務めた。セバスチャンの曲「Greel」を収録したオムニバス・アルバム『Ed Rec Vol. 2』も同年にリリースされた。
2008年には、EPの『Motor』と17曲のリミックスを含むアルバム『リミクシーズ』をリリース。2008年にリリースされた『Ed Rec Vol. 3』にはセバスチャンの曲「Dog」が収録されている。
2009年、バルセロナのSónar Festivalにて自身初となるライブ・セットでのパフォーマンスを行う。
2010年に同じレーベルに所属するアフィのシングル「Difficult」をプロデュースし、リミックスとして「Difficult (2006 Parties Remix by SebastiAn)」を提供した。同年、自身の曲「Threnody」がエド・バンガー・レコードのクリスマス・コンピレーション・アルバムに収録された。
2011年初期、セバスチャンはエド・バンガー・レコードのコンピレーション・アルバム用に「Enio」を提供。その後、自身のデビュー・アルバム『トータル』を発表し、タイトルトラックの過激な映像によるビデオをリリース。セバスチャンの曲「Embody」のビデオも、シングルと共にリリース。アルバム『トータル』はヨーロッパで5月30日、アメリカでは6月7日にリリースされた。その後、アルバムから「C.T.F.O.」と「Love In Motion」がシングルとしてリリースされている。2011年には「Primary Tour」が開催され、ヨーロッパ、アジア、アメリカを渡るツアーが8月から12月まで行われた。同年、ビースティ・ボーイズを含む、3曲のリミックスを手掛けた。
2012年には、ネロ、ザ・シューズ、ヴァン・シー、ウッドキッドのリミックスを手掛けている。同年、『The EP Collection』をリリース。ジャスティスの「New Lands」のリミックスが、2012年6月25日にリリースされた。
セバスチャンは、カトリーヌの2014年アルバム『Magnum』の作曲、プロデュース、ミックスを務めた。同年、シャルロット・ゲンズブールの曲「Hey Joe」のリミックスを手掛けた。
2014年にはフォール・アウト・ボーイのアルバム『アメリカン・ビューティー / アメリカン・サイコ』の曲「American Beauty/American Psycho」をプロデュース。
2015年、セバスチャンはフランク・オーシャンの曲のプロデュースを終え、自身の次のアルバムの制作に取り掛かると、エド・バンガ―・レコードのオーナーであるペドロ・ウィンターが発表した。フランク・オーシャンの2016年アルバム『Blonde』収録の「Facebook Story」にセバスチャンが参加。
2017年、シャルロット・ゲンズブールのアルバム『レスト』をプロデュース。
2018年2月27日、フランスのパリで開催されたイヴ・サン＝ローランの「Winter 18 コレクション・キャンペーン」のサウンドトラックを制作。
2019年5月、ギャスパー・ノエがMVを手掛けた「Thirst」と歌手のガラントをフィーチャーする「Run for Me」を新作アルバム『Thirst』からリリース。7月9日に「Beograd」をリリース。9月5日にメイヤー・ホーソーンをフィーチャーする4枚目のシングル「Better Now」をリリース。

## ディスコグラフィ

### スタジオ・アルバム
- 『トータル』 - Total (2011年)
- Thirst (2019年)

### コンピレーション・アルバム
- 『リミクシーズ』 - Remixes (2008年) ※リミックス音源をまとめたべスト・アルバム